# Сирано де Бержерак (филм из 1990)
Сирано де Бержерак (фр. Cyrano de Bergerac), француска комична историјска драма из 1990. године заснована на истоименој драми Едмона Ростана. Филм је освојио чак 10 награда Цезар 1991. године.

## Радња
Радња се дешава у Паризу, средином 17. века. Гаскоњски песник и мачевалац Сирано де Бержерак (Жерар Депардје) се стиди свог огромног носа, али се претвара да је поносан на њега. Многи му се диве и поштују због његове храбрости и доброг мачевања. Он лудо воли своју рођаку, лепу Роксану; међутим, сигуран је да ће га она одбити због његовог изгледа. Али гроф де Гиш, арогантан и изузетно моћан старији племић, ожењен нећаком моћног кардинала Ришељеа (краљевог првог министра), такође жели Роксану. Да би то постигао, де Гиш врши притисак на Роксану да се формално уда за виконта Валверта, једног од његових улизица, после чега би постала његова љубавница. Да би осујетио овај план, Сирано прекида представу на којој су Роксана и де Гиш и убија виконта у двобоју мачевима.
У другом чину представе и филма, Сирано се састаје са Роксаном на њен захтев. Он је скрхан када му Роксана призна да је заљубљена у Кристијана де Невилета (Винсент Перез), згодног и младог регрута Гаскоњских кадета (војне јединице у којој Сирано служи). Међутим, Сирано сазнаје да се Кристијану веже језик када разговара са женама. Видећи прилику да посредно изјави своју љубав Роксани, Сирано прилази Кристијану са предлогом: Сирано ће писати љубавна писма, а Кристијан ће се удварати Роксани са њима. Кристијан се слаже.
Сирано помаже Кристијану, пишући искрена љубавна писма и песме. Роксана почиње да цени Кристијана, не само због његове лепоте већ и због његове привидне елоквенције. Она се на крају заљубљује у њега. Роксана и Сирано су спречили Де Гишов покушај да посети Роксану тако што су договорили брзи тајни брак између Роксане и Кристијана. Из освете, Де Гиш наређује својој чети кадета — укључујући Сирана и Кристијана — да се одмах јаве на фронт у опсади Араса против Шпанаца.
Опсада је оштра и брутална: кадети из Гаскоње умиру од глади. Кристијан не зна да Сирано бежи преко непријатељских линија два пута дневно како би испоручио љубавно писмо Роксани, потписано Кристијановим именом. Ова писма извлаче Роксану из града Париза на фронт да донесе храну трупама. Иако је дошла да посети Кристијана, признаје му да се заљубила у ауторову душу, и да би волела аутора чак и да је ружан и наказан. Кристијан покушава да сазна да ли Роксана воли њега или Сирана, и тражи од Сирана да јој све призна. Међутим, током следеће битке, Кристијан је смртно рањен. Сцена се завршава враћањем Француза у битку.
У последњој сцени представе и филма, четрнаест година касније, Роксана је отишла у манастир и повукла се од света. Сирано је стекао много непријатеља својим списима; још је слободан, али сада сиромашан. За то време, Сирано је сваке недеље верно посећивао Роксану, никада не изјављујући своју љубав. На данашњи дан, његови непријатељи га нападају и смртно рањавају. Сирано ипак посећује Роксану у самостану. Када помене Кристијаново последње писмо, предосећајући сопствену смрт, Сирано је пита да ли може да га прочита. Роксан му даје писмо које он дирљиво чита, по сећању, иако је писмо већ одавно постало нечитљиво због старости. Непосредно пре него што Сирано умире, Роксана схвата да га је све време волела.

## Продукција
Филм је режирао Жан-Пол Рапено и је заснован на истоименој драми Едмона Ростана из 1897. у адаптацији Жан-Клода Каријера и Рапеноа. Главне улоге тумаче Жерар Депардје, Ан Броше и Винсент Перез. Филм је настао у копродукцији компанија из Француске и Мађарске. Филм је прва дугометражна верзија Ростанове оригиналне драме у боји, а друга филмска верзија драме на оригиналном француском. Такође је знатно раскошнији и вернији оригиналу од претходних филмских верзија драме.

## Награде
Филм је освојио десет Цезара, француске верзије Оскара, међу којима за најбољи филм, режију и главног глумца, као и специјални Цезар за аутора Рапеноа. На фестивалу у Кану Жерар Депардје је добио награду за најбољег глумца, а сниматељ Пјер Ломн добио је Велику техничку награду за фотографију, док је на фестивалу у Торонту филм добио награду публике. "Сирано де Бержерак" је био номинован за пет Оскара - за најбољи филм на страном језику, за најбољег глумца, сценографију, маску и костимографију, а освојио је последњи. Такође је овенчан Златним глобусом за најбољи страни филм и Европском филмском наградом за најбољи продукцијски дизајн. Филм је имао успеха и у америчким биоскопима, где је остварио одличну зараду од 15 милиона долара. Поред Депардјеа, главну мушку улогу тумачи Винсент Перез, најпознатији као трагични љубавник насловног лика у филму „Краљица Марго”. Године 2010. Сирано де Бержерак је рангиран на 43. месту у „100 најбољих филмова светске кинематографије“ часописа Емпире.